# Coquillettidia maculipennis
Coquillettidia maculipennis är en tvåvingeart som först beskrevs av Theobald 1911.  Coquillettidia maculipennis ingår i släktet Coquillettidia och familjen stickmyggor. Inga underarter finns listade i Catalogue of Life.